# Vinko Soldo
Vinko Soldo (Zágráb, 1998. február 15. –) horvát utánpótlás-válogatott labdarúgó, a DVTK játékosa kölcsönben a horvát Dinamo Zagreb csapatától.

## Pályafutása

### Klubcsapatokban
Soldo a horvát Dinamo Zagreb akadémiáján nevelkedett, a horvát élvonalban 2016. május 6-án mutatkozott be egy Slaven Belupo elleni mérkőzésen. Soldo a 2015-2016-os szezonban horvát bajnok és kupagyőztes lett a zágrábi csapattal. Soldo leginkább horvát élvonalbeli csapatokban futballozott kölcsönben (Lokomotiva Zagreb, Cibalia Vinkovci, Rudeš, Slaven Belupo), 2019-ben a KuPS játékosaként finn bajnok lett. 2021-ben fél évig kölcsönben a DVTK csapatában szerepel.

### Válogatottban
Többszörös horvát utánpótlás-válogatott, tagja volt a 2015-ös U17-es labdarúgó-Európa-bajnokságon, a 2015-ös U17-es labdarúgó-világbajnokságon és a 2016-os U19-es labdarúgó-Európa-bajnokságon szerepelt csapatoknak is.

## Sikerei, díjai
Dinamo Zagreb :
- Horvát bajnok: 2015–16
- Horvát kupagyőztes: 2015–16

 KuPS :
- Finn bajnok: 2019